# Скарриттии
Скарриттии (лат. Scarrittia) — род вымерших млекопитающих из семейства Leontiniidae, живших в олигоцене — начале миоцена (33,09—21,0 млн лет назад) на территории современных Аргентины и Уругвая.

## Описание
Длина тела составляла около 2 метров. Внешне скарриттии напоминали носорога с удлинённым телом и шеей. Имели по три пальца с копытообразными когтями на каждой конечности и очень короткий хвост. Из-за сросшихся большеберцовой и малоберцовой костей скарриттии не могла поворачивать задние конечности в стороны. Череп был коротким, челюсти с 44 слабо специализированными зубами.

## Экология
Скарриттии обитали во влажных лесах, близ побережья, в болотистой местности, озёрах и так далее. Питались мягкой растительностью, травой, фруктами и ветвями. Возможно были всеядными животными, поедая также яйца и мелких млекопитающих. Скарриттии не умели бегать, однако благодаря крупным размерам имели мало естественных врагов.

## Классификация
По данным сайта Fossilworks, на сентябрь 2016 года в род включают 3 вымерших вида:
- Scarrittia barranquensis Ribeiro et al., 2010
- Scarrittia canquelensis Simpson, 1952
- Scarrittia robusta Ubilla et al., 1994